# Козловская, Любовь Петровна
Любовь Петровна Козловская (род. 11.07.1939) — заведующая свинофермой «Прогресс» Слонимского района Гродненской области, полный кавалер ордена Трудовой Славы (1986).

## Биография
Родилась 11 июля 1939 года в деревне Малые Жукевичи Малоберестовицкой гмины Гродненского повета Белостокского воеводства Польской Республики, ныне деревня Жукевичи Берестовицкого сельсовета в Берестовицком районе Гродненской области Белоруссии. Из семьи крестьян. Белоруска. Член КПСС.
Окончила местную неполную среднюю школу, продолжить обучение дальше не смогла. Рано начала трудовую деятельность, помогала родителям по хозяйству и одновременно трудилась рядовой колхозницей в местной сельскохозяйственной артели (колхозе) имени Максима Горького (ныне сельскохозяйственный производственный кооператив «Пархимовцы»). Зарекомендовала себя как ответственная и трудолюбивая работница. Колхозным правлением девушка была направлена на учёбу.
В 1964 году она успешно окончила Волковысский зооветеринарный техникум, по распределению была направлена вместе с мужем, ветеринаром по профессии, на работу в Слонимский район Гродненской области. С 1965 года работала зоотехником по селекции в колхозе «Прогресс» (центр — деревня Озерница; с 2003 года СПК «Озерница», в 2004 году присоединён к СПК «Драпово»), через два года возглавила свиноводческую ферму колхоза. Эта ферма состояла из двух ветхих деревянных помещений. Получить хороший приплод и дорастить поросят в таких условиях, когда прогнившая крыша течёт, а в помещении постоянно дуют сквозняки, было очень непросто. Поэтому молодой зоотехник стала инициатором сооружения так называемых «лагерей», то есть навесов с одной открытой стороной, где можно было бы разместить поросят в непогоду и в иных непредвиденных случаях. Эти «лагеря» вскоре оправдали себя и стали «визитной карточкой» фермы, которой заведовала Л. П. Козловская. Вместе с тем она стала инициатором дальнейшей модернизации и реформирования колхозного хозяйства, вскоре началось строительство новых животноводческих помещений.
Уже в 1971 году был введён в строй комплекс по репродукции свиней, после чего основной специализацией колхоза стало свиноводство. В том же году Любовь Петровна возглавила на комплексе репродуктивную ферму по получению приплода и его подращиванию до веса в 40 килограммов. Проектная мощность этой небольшой фермы составляла всего 6 тысяч голов в год, но уже через несколько лет заведующая добилась увеличения показателей по приплоду вдвое. Но самое трудное — в том, чтобы удерживать достигнутые показатели на таком уровне постоянно. В числе тех немногих, кому это удавалось, была ферма Козловской, которая неоднократно выходила победителем социалистического соревнования в районе и области. Доведя приплод до 12 тысяч голов в год, работники фермы добились в дальнейшем ещё более значительных результатов, когда стали получать уже по 13 тысяч поросят ежегодно. Такие успехи стали возможными не только благодаря настойчивой и кропотливой работе самой заведующей, но и благодаря умелой организации труда свиноводов, благодаря отличному знанию основ зоотехнии и ветеринарии.
Указами Президиума Верховного Совета СССР от 27 декабря 1976 года и от 26 марта 1982 года награждена орденами Трудовой Славы 3-й и 2-й степеней.
Ферма, которой заведовала Л. П. Козловская, долгие годы занимала первое место среди свиноводческих ферм республики по годовому приплоду поросят, неоднократно участвовала во Всесоюзной выставке достижений народного хозяйства (ВДНХ) СССР и выходила победителем Всесоюзного социалистического соревнования.
Указом Президиума Верховного Совета СССР от 17 августа 1988 года за достижение высоких результатов в увеличении производства сельскохозяйственной продукции на основе освоения интенсивных технологий и передовых методов организации труда в земледелии и животноводстве Козловская Любовь Петровна награждена орденом Трудовой Славы 1-й степени. Стала полным кавалером ордена Трудовой Славы.
В трудные 1990-е годы Любовь Петровна стала инициатором перевода хозяйства на закрытый цикл производства, когда в колхозе была проведена реконструкция старых ферм под откорм свиней. В «Прогрессе» стали заниматься не только доращиванием поросят, но и дальнейшим откормом молодых животных для доведения их до убойного веса. В результате таких преобразований колхоз перестал сдавать поросят в откормочные хозяйства, которые не расплачивались с ним за продукцию, а сам занимался откормом молодняка до нужных кондиций и напрямую сдавал его на местный мясокомбинат. Только благодаря инициативности Л. П. Козловской и самоотверженному труду её подчинённых хозяйству удалось удержаться тогда на плаву, перейдя на самоокупаемость Любовь Петровна Козловская.
Активно участвовала в общественной и партийной жизни района и области, избиралась делегатом XXVII съезда КПСС (1986), делегатом Гродненской областной партийной конференции, а также членом Слонимского райкома Коммунистической партии Белоруссии. После обретения республикой независимости продолжала вести активную общественную жизнь, избиралась делегатом Первого Всебелорусского народного собрания, которое состоялось в октябре 1996 года.
В 2000 году вышла на заслуженный отдых. Проживала в агрогородке Жемыславье Субботникского сельсовета Ивьевского района Гродненской области, ныне проживает в агрогородке Озерница, центре Озерницкого сельсовета Слонимского района той же области.

## Награды
Награждена орденами Трудовой Славы 1-й, 2-й, 3-й степеней:
3 ст. 27.12.1976 № 360483
2 ст. 26.03.1982 № 17533
1 ст. 17.08.1988 № 629
- медалями, в том числе 3 серебряными и 1 бронзовой медалями ВДНХ СССР, знаками «Ударник пятилетки», «Победитель социалистического соревнования»[1].